# Saint-Pierre (Martinique)
Saint-Pierre [ˌsɛ̃ˈpjɛʀ] ist eine Küstenstadt mit 4069 Einwohnern (Stand 1. Januar 2022) im Nordwesten der französischen Karibikinsel Martinique. Sie liegt etwa 20 Kilometer nordwestlich der Inselhauptstadt Fort-de-France. Die ehemals blühende und wohlhabende Ansiedlung war über mehrere Jahrhunderte Hauptstadt und darüber hinaus Kolonisationskeim der ganzen Insel. Sie wurde 1902 durch eine Eruption des sieben Kilometer nordöstlich aufragenden Vulkans Montagne Pelée zerstört und hat sich nach dem Wiederaufbau zu einem beliebten touristischen Reiseziel entwickelt.

## Geschichte

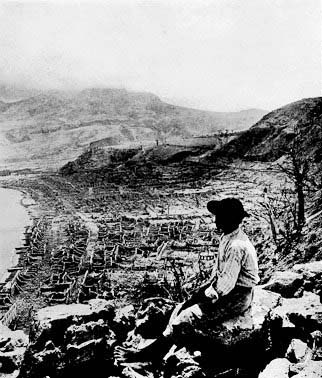
Saint-Pierre (1902)

Im Jahre 1635 wurde Saint-Pierre von Pierre Belain d’Esnambuc (1585–1636), dem ersten Gouverneur der Karibikinsel Saint-Christophe, im Auftrag von Kardinal Richelieu gegründet. Bis zur Verlegung des Gouverneurssitzes nach Fort-de-France 1692 war sie Verwaltungs- und bis 1902 auch Handelshauptstadt von Martinique. Die letzten Ureinwohner, die Kariben, nahmen sich durch Sturz von einem hohen Meeresfelsen (heute als Tombeau des Caraïbes – Karibengrab bekannt) nördlich der Stadt das Leben, um nicht unter das Joch der Kolonisation oder Sklaverei zu geraten.
Der Zucker- sowie der Sklavenhandel ließen die Stadt gedeihen und prosperieren, so dass sie sich zum wirtschaftlichen und kulturellen Zentrum der gesamten Kleinen Antillen entwickelte und Beinamen wie „Klein-Paris“, „Paris der Inseln“, „Perle der Antillen“ oder „Venedig der Tropen“ erhielt. Handelsschiffe aus aller Welt liefen den Hafen an, und Saint-Pierre besaß früher als viele andere, auch größere Städte Einrichtungen moderner Technik und bedeutende Gebäude. Neben einer Handelskammer, einer Pferdebahn, einem Theater für 800 Zuschauer, einem elektrischen Straßenbeleuchtungsnetz und einem botanischen Garten besaß Saint-Pierre mit dem Asile Bethléem eines der ersten Pflegeheime für Geisteskranke.
Am Morgen des 8. Mai 1902 vernichtete ein Ausbruch des Berges Pelée die Stadt innerhalb weniger Minuten vollständig. Von den zu jener Zeit 28.000 Einwohnern überlebten lediglich drei die hereinbrechende Glutwolke. Die Ruinen brannten noch mehrere Tage lang bis auf die Grundmauern nieder. Aufgrund der enormen Hitzeentwicklung war es zunächst nicht möglich, sich Saint-Pierre zu nähern.

## Die heutige Stadt

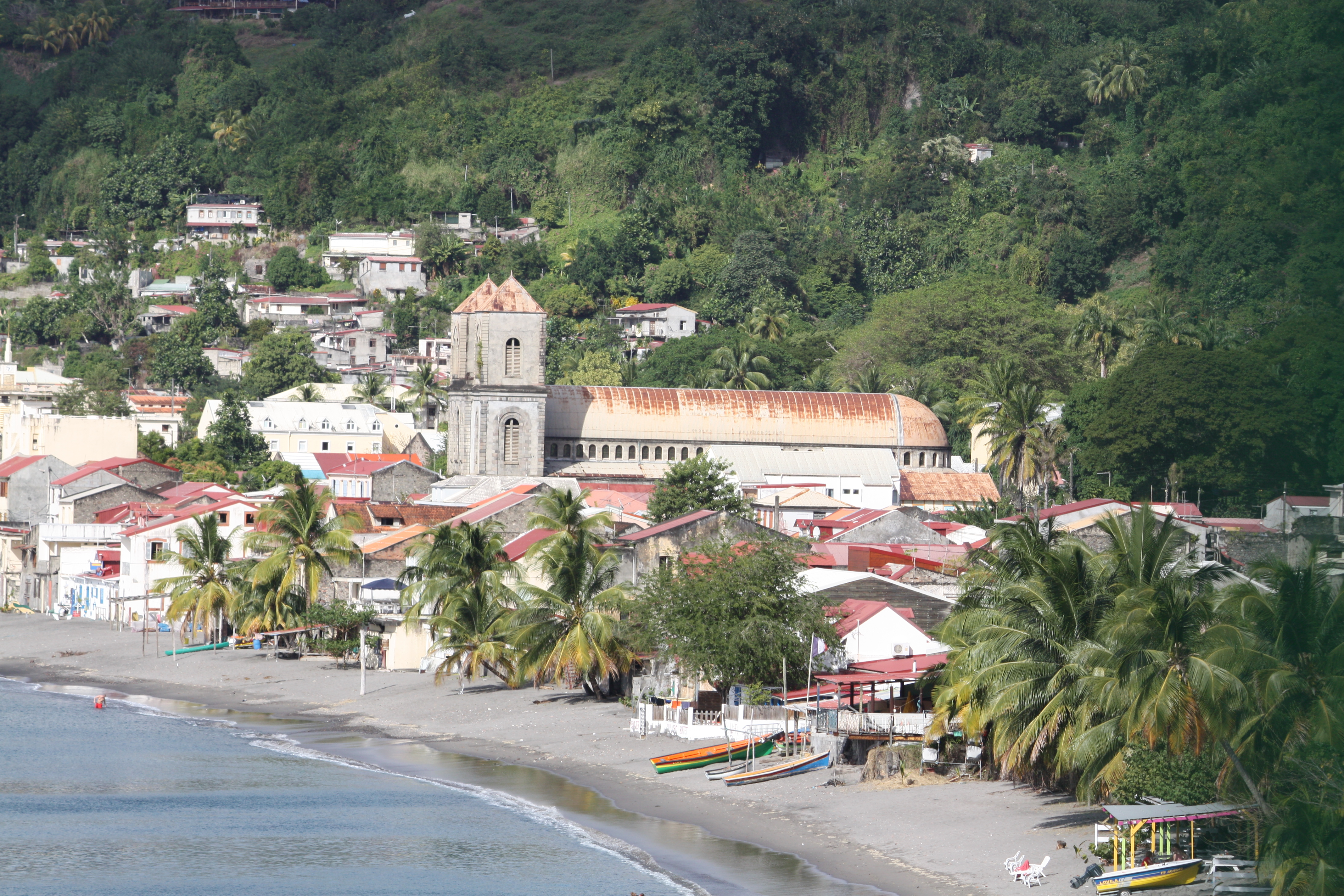
Notre-Dame-de-l’Assomption in Saint-Pierre

Mehrere Jahrzehnte lag die Stadt in Schutt und Asche, bevor man mit dem Wiederaufbau begann. Die Stadt hat heutzutage nur noch ein Sechstel der Bevölkerung, die sie vor dem Vulkanausbruch hatte, ist allerdings mittlerweile ein äußerst beliebtes Touristenziel und lebt nahezu ausschließlich von diesem Wirtschaftszweig. Sie ist als „Stadt der Kunst und Geschichte“ (frz.: „Ville d’art et d’histoire“) klassifiziert. Der Berg kann bestiegen werden und Hobbytauchern bietet sich die Möglichkeit für Exkursionen zu den im Hafen oder unmittelbar vor der Küste gesunkenen Schiffen, die untergingen, als die Glutwolke das Meer erreichte.
Das originalgetreu wiedererrichtete Gebäude der Handelskammer gehört zu den schönsten Architekturbeispielen der Insel. Weitere Sehenswürdigkeiten sind die Église-de-la-Nativité (Geburtskirche) und die ehemalige Kathedrale Notre-Dame-de-l’Assomption (Monument historique) im Quartier du Mouillage sowie das Musée Franck A. Perret (nach Frank A. Perret), das über die vulkanologische Geschichte informiert und Fundstücke der zerstörten Stadt ausstellt. Auch die Ruinen unter anderem des Theaters, der Fortkirche und des Pflegeheims sind zu besichtigen.

## Söhne und Töchter der Stadt
- Jacques de Grenier (1736–1803), französischer Marineoffizier und Entdecker
- Pierre César Dery (1768–1812), General der Kavallerie
- Paul Fabre-Domergue (1861–1940), Mediziner, Naturforscher und Embryologe
- Gilbert Gratiant (1895–1985), Schriftsteller französischer und kreolischer Sprache
- Guy Modeste (1954–2018), Fußballspieler